# Guia d'ones (electromagnetisme)
|  | Aquest article tracta sobre les guies d'ones en general. Vegeu-ne altres significats a «Guia d'ones (radiofreqüència)». |

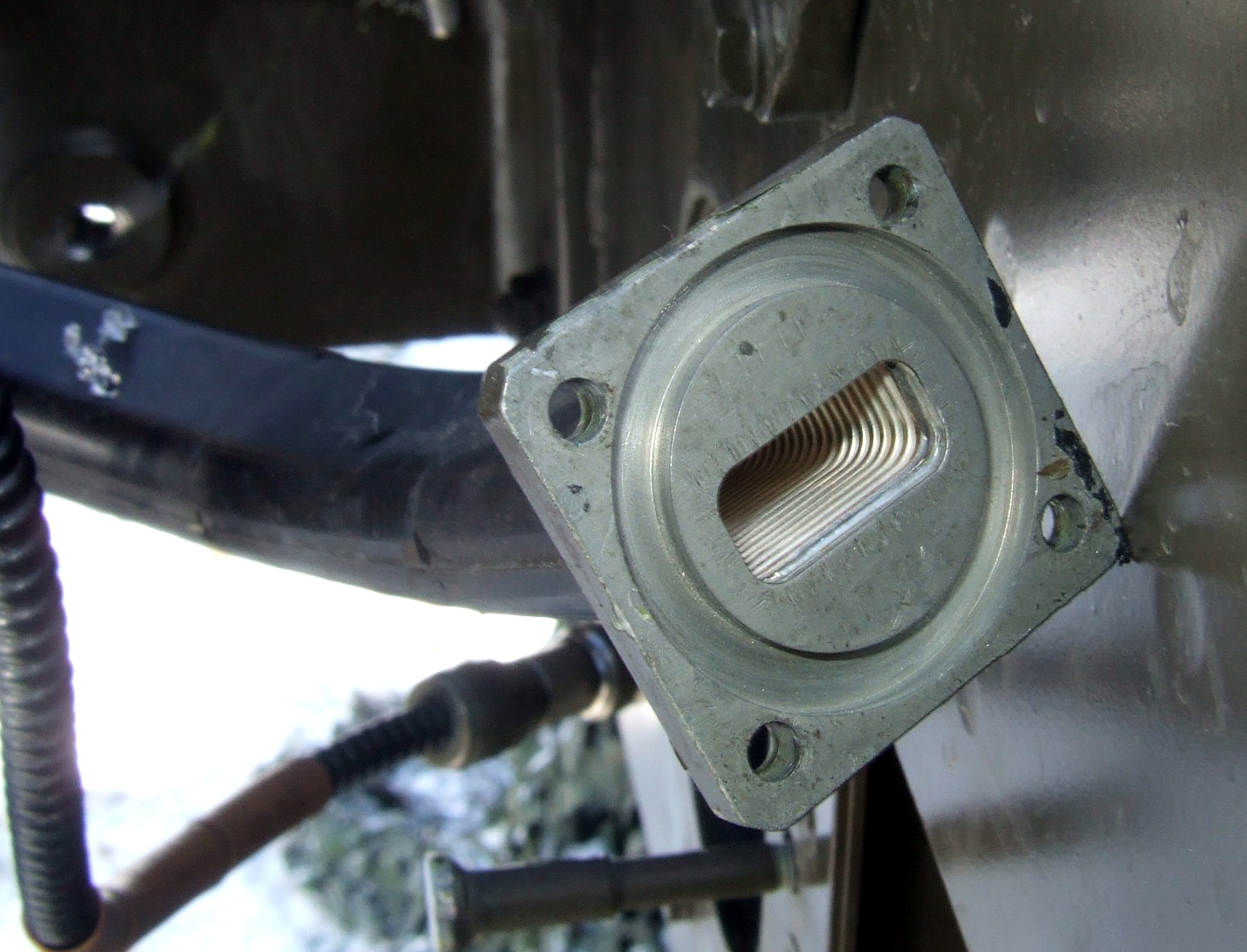
Una secció d'una guia d'ones flexible amb una brida pressuritzable.

Camp elèctric excomponent del tipus TE31 dins d'una guia d'ona metàl·lica buida per a banda x.

En l'àmbit de l'electromagnetisme i en telecomunicacions, una guia d'ones és qualsevol estructura física que guia ones electromagnètiques o so, amb una pèrdua mínima d'energia en restringir la transmissió d'energia en una direcció. Sense la restricció física d'una guia d'ones, les intensitats d'ona disminueixen d'acord amb la llei del quadrat invers a mesura que s'expandeixen en un espai tridimensional.
Existeixen diferents tipus de guies d'ones per a diferents tipus d'ones. El significat original i més comú és un tub metàl·lic conductor buit que s'usa per transportar ones de ràdio d'alta freqüència, particularment microones. Les guies d'ones dielèctriques s'utilitzen a freqüències de ràdio més altes, i les guies d'ones dielèctriques transparents i les fibres òptiques serveixen com a guies d'ones per a la llum. En acústica, els conductes d'aire i les botzines s'utilitzen com a guies d'ones per al so en instruments musicals i altaveus, i varetes de metall de forma especial condueixen ones ultrasòniques en el mecanitzat ultrasònic.
La geometria d'una guia d'ones reflecteix la seva funció; a més dels tipus més comuns que canalitzen l'ona en una dimensió, existeixen guies d'ones de placa bidimensional que limiten les ones a dues dimensions. La freqüència de l'ona transmesa també dicta la grandària d'una guia d'ones: cada guia d'ones té una longitud d'ona de tall determinada per la seva grandària i no conduirà ones de major longitud d'ona; una fibra òptica que guia la llum no transmetrà microones que tenen una longitud d'ona molt major. Algunes estructures naturals també poden actuar com a guies d'ones. La capa del canal SOFAR en l'oceà pot guiar el so del cant de les balenes a través d'enormes distàncies. Qualsevol forma de secció transversal de la guia d'ones pot suportar ones EM. Les formes irregulars són difícils d'analitzar. Les guies d'ones d'ús comú són de forma rectangular i circular.

## Principi de funcionament

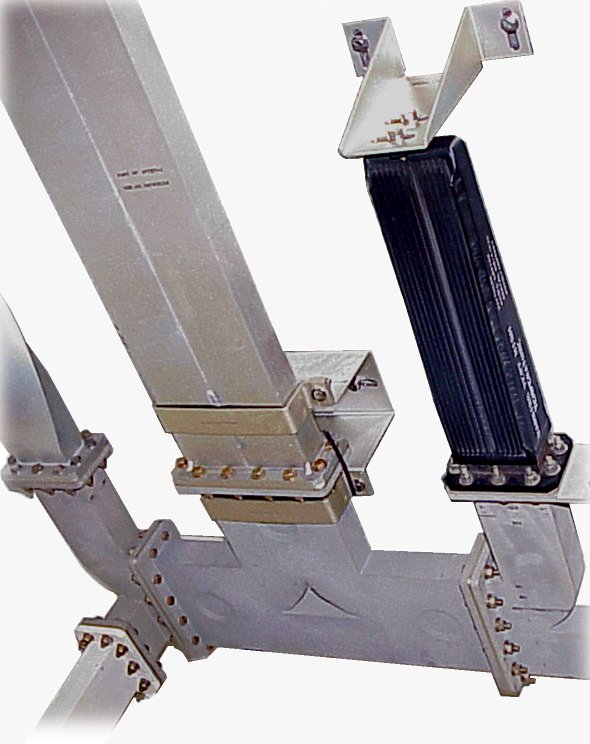
Exemple de guies d'ones i diplexor en un radar de control de tràfic aeri.

Les ones es propaguen en totes adreces a l'espai obert com a ones esfèriques. La potència de l'ona cau amb la distancia R des de la font com el quadrat de la distància (llei del quadrat invers). Una guia d'ones confina l'ona perquè es propagui en una dimensió, de manera que, en condicions ideals, l'ona no perd potència mentre es propaga. A causa de la reflexió total en les parets, les ones es limiten a l'interior d'una guia d'ones.

## Usos

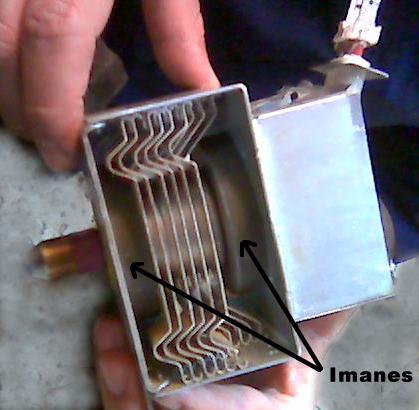
Magnetró d'un forn de microones, que converteix l'energia elèctrica en microones.

Les guies d'ona són molt adequades per transmetre senyals a causa de les seves baixes pèrdues. Per això, s'usen en microones, malgrat el seu ample de banda limitat i volum, major que el de línies impreses o coaxials per a la mateixa freqüència. També són usades en la construcció de dispositius en guies d'ona, com a acobladors direccionals, filtres, circuladors i d'altres.
Actualment, són especialment importants, i ho seran més en el futur, les guies d'ona dielèctriques que treballen a freqüències de la llum visible i infraroja, habitualment cridades fibra òptica, útils per transportar informació de banda ampla, les quals substitueixen als cables coaxials i enllaços de microones a les xarxes telefòniques i, en general, les xarxes de dades.
Els usos de les guies d'ones per transmetre senyals es coneixien fins i tot abans que s'encunyés el terme. El fenomen de les ones sonores guiades a través d'un cable tibant es coneix des de fa molt temps, així com el so a través d'una canonada buida com una cova o un estetoscopi mèdic. Altres usos de les guies d'ones són la transmissió de potència entre els components d'un sistema, com a radi, radar o dispositius òptics. Les guies d'ones són el principi fonamental de les proves d'ones guiades (GWT), un dels molts mètodes d'avaluació no destructiva.
Exemples específics:
- Les fibres òptiques transmeten llum i senyals a llargues distàncies amb baixa atenuació i una àmplia gamma utilitzable de longituds d'ona.
- En un forn de microones, una guia d'ones transfereix energia des del magnetró, on es formen les ones, a la càmera de cocció.
- En un radar, una guia d'ones transfereix energia de radiofreqüència cap a i des de l'antena, on la impedància ha de coincidir per a una transmissió d'energia eficient (veure més a baix).
- Les guies d'ona rectangulars i circulars s'utilitzen comunament per connectar alimentacions de plats parabòlics a la seva electrònica, ja sigui receptors de baix soroll o amplificadors / transmissors de potència.
- Les guies d'ones s'utilitzen en instruments científics per mesurar les propietats òptiques, acústiques i elàstiques de materials i objectes. La guia d'ones es pot posar en contacte amb la mostra (com en una ecografia mèdica), en aquest cas la guia d'ones assegura que es conserva la potència de l'ona de prova, o la mostra pot col·locar-se dins de la guia d'ones (com en un mesurament de constant dielèctrica[3]), de manera que es puguin provar objectes més petits i la precisió sigui millor.
- Les línies de transmissió són un tipus específic de guia d'ones, d'ús molt comú.

## Història
La primera guia d'ona va ser proposada per Joseph John Thomson en 1893 qui va suggerir propagar ones electromagnètiques dins d'una cavitat metàl·lica cilíndrica. Experimentalment, aquest fet va ser verificat pel físic britànic Oliver Lodge en 1894. L'anàlisi matemàtica de les maneres de propagació d'un cilindre metàl·lic buit va ser realitzat per primera vegada pel també físic britànic Lord Rayleigh en 1897. Per a ones sonores Lord Rayleigh va publicar una anàlisi matemàtica completa de les maneres de propagació en la seva obra fonamental, "La teoria del so". Jagadish Chandra Bose va investigar longituds d'ona mil·limètriques utilitzant guies d'ona, i en 1897 va descriure a la Royal Institution de Londres la seva investigació duta a terme a Calcuta.
L'estudi de les guies d'ones dielèctriques (com les fibres òptiques, veure més a baix) va començar ja en la dècada de 1920 per diverses persones, les més famoses de les quals són Rayleigh, Sommerfeld i Debye. La fibra òptica va començar a rebre una atenció especial en la dècada de 1960 a causa de la seva importància per a la indústria de les comunicacions.
El desenvolupament de la comunicació per ràdio es va produir inicialment en les freqüències més baixes perquè aquestes podien propagar-se més fàcilment a grans distàncies. Les longituds d'ona llargues van fer que aquestes freqüències no anessin adequades per al seu ús en guies d'ones metàl·liques buides a causa dels tubs de diàmetre impracticablement grans requerits. En conseqüència, la investigació sobre guies d'ones de metall buit es va estancar i el treball de Lord Rayleigh va ser oblidat per un temps i va haver de ser redescobert per uns altres. Investigacions pràctiques represes en la dècada de 1930 per George C. Southworth en Bell Labs i Wilmer L. Barrow en el MIT. Southworth al principi va prendre la teoria d'articles sobre ones en varetes dielèctriques perquè desconeixia el treball de Lord Rayleigh. Això ho va enganyar una mica; alguns dels seus experiments van fallar perquè no era conscient del fenomen de la freqüència de tall de la guia d'ones que ja es trobava en el treball de Lord Rayleigh. John R. Carson i Sallie P. Mead van reprendre un treball teòric seriós. Aquest treball va conduir al descobriment que pel mode TE 01 en la guia d'ones circular les pèrdues disminueixen amb la freqüència i en un moment això va ser un seriós competidor per al format de telecomunicacions de llarga distància.
La importància del radar en la Segona Guerra Mundial va donar un gran impuls a la investigació de guies d'ones, almenys en el costat aliat. El magnetró, desenvolupat en 1940 per John Randall i Harry Boot en la Universitat de Birmingham en el Regne Unit, va proporcionar una bona font d'energia i va fer factibles els radars de microones. El centre d'investigació més important dels EUA estava en el Laboratori de Radiació (Rad Lab) del MIT, però molts uns altres van participar en els EUA i en el Regne Unit, com l'Establiment d'Investigació de Telecomunicacions. El cap del Grup de Desenvolupament Fonamental en Rad Lab va ser Edward Mills Purcell. Els seus investigadors van incloure a Julian Schwinger, Nathan Marcuvitz, Carol Gray Montgomery i Robert H. Dicke. Gran part del treball de Rad Lab es va concentrar a trobar models d'elements agrupats d'estructures de guies d'ones perquè els components de les guies d'ones poguessin analitzar-se amb la teoria de circuits estàndard. Hans Bethe també va estar breument en Rad Lab, però mentre va estar allí va produir la seva teoria de la petita obertura que va resultar important pels filtres de cavitat de guia d'ones, desenvolupada per primera vegada en Rad Lab. La part alemanya, d'altra banda, va ignorar en gran manera el potencial de les guies d'ones en el radar fins a molt tarda en la guerra. Tant és així que quan es van enviar peces de radar d'un avió britànic derrocat a Siemens & Halske per a l'anàlisi, encara que van ser reconeguts com a components de microones, no es va poder identificar el seu propòsit.
| «                                                                | En aquest moment, les tècniques de microones estaven molt desateses a Alemanya. En general, es creia que no era d'utilitat per a la guerra electrònica, i aquells que volien realitzar treballs de recerca en aquest camp no estaven autoritzats a fer-ho | » |
| — H. Mayer, vicepresident en temps de guerra de Siemens & Halske | |   |

Fins i tot es va permetre als acadèmics alemanys continuar publicant les seves investigacions en aquest camp perquè no es considerava important.
Immediatament després de la Segona Guerra Mundial, la guia d'ones va ser la tecnologia triada en el camp de les microones. No obstant això, té alguns problemes; és voluminós, car de produir i l'efecte de la freqüència de tall dificulta la producció de dispositius de banda ampla. La guia d'ones estriada pot augmentar l'ample de banda més enllà d'una octava, però una millor solució és utilitzar una tecnologia que funcioni en manera TEM (és a dir, sense guia d'ones) com els conductors coaxials, ja que TEM no té una freqüència de cort. També es pot utilitzar un conductor rectangular blindat, que té certs avantatges de fabricació sobre el cable coaxial i pot considerar-se el precursor de les tecnologies planes (stripline i microstrip). No obstant això, les tecnologies planes realment van començar a desenganxar quan es van introduir els circuits impresos. Aquests mètodes són significativament més barats que la guia d'ones i han ocupat el seu lloc en la majoria de les bandes. No obstant això, la guia d'ones encara es veu afavorida en les bandes de microones més altes des d'al voltant de la banda Ku cap amunt.

## Guia d'ones electromagnètiques

### Guia d'ones de radiofreqüència
Les guies d'ona es poden construir per transportar ones d'una gran part de l'espectre electromagnètic però són especialment útils en el cas de les freqüències que corresponen a les microones i a la llum visible. En funció de la freqüència es poden fer amb materials conductors o dielèctrics. S'utilitzen per a la transferència de potència (energia per unitat de temps) i de senyals de comunicació. En el cas de les ones electromagnètiques guiades, hi ha dos tipus de guia d'ones:
- Guia d'ones conductora
- Guia d'ones dielèctrica

### Guia d'ones òptiques
Les guies d'ona que s'utilitzen per a les freqüències de l'espectre visible són habitualment de tipus dielèctric, es tracta d'unes estructures de material dielèctric amb una alta permitivitat i, per tant, un alt índex de refracció, envoltades d'un material amb una permitivitat baixa. Aquestes estructures guien les ones per reflexió total de la llum. Un exemple d'aquest tipus de guia d'ones és la fibra òptica.

## Guia d'ona acústiques
Una guia d'ones acústiques és una estructura física per al guiat d'ones de so. Un producte per a la propagació sònica també es comporta com una línia de transmissió. El producte conté algun mitjà, com aire, per suportar la propagació del so.

## Guies d'ones matemàtiques
Les guies d'ones són objectes d'estudi interessants des d'una perspectiva estrictament matemàtica. Una guia d'ones (o tub) es defineix com el tipus de condició de límit a l'equació d'ona de manera que la funció d'ona ha de ser igual a zero al límit i que la regió permesa sigui finita en totes les dimensions menys una (un cilindre infinitament llarg és un exemple). A partir d'aquestes condicions generals es poden demostrar un gran nombre de resultats interessants. Resulta que qualsevol tub amb una protuberància (on l'amplada del tub augmenta) admet almenys un estat lligat que existeix dins dels buits de mode. Les freqüències de tots els estats lligats es poden identificar utilitzant un pols curt de temps. Això es pot demostrar mitjançant els principis variacionals. Un resultat interessant per Jeffrey Goldstone i Robert Jaffe és que qualsevol tub d'amplada constant amb un gir, admet un estat lligat.

## Síntesi del so
L'ús de línies digitals de retard com a elements computacionals de simulació de propagació d'ones en tubs d'instrument de vent i en cordes vibrants d'instruments de cordes.